# Brooks (Minnesota)
Brooks è un comune degli Stati Uniti d'America, situato nello Stato del Minnesota, nella Contea di Red Lake.